# ケープカナベラル空軍基地第2発射施設
ケープカナベラル空軍基地第2発射施設（ケープカナベラルくうぐんきち だい2はっしゃしせつ、英: Cape Canaveral Air Force Station Launch Complex 2, LC-2）はかつてアメリカ空軍が使用したケープカナベラル空軍基地の施設。スナークミサイル計画のため1950年代初頭に第1、第3、第4、第5発射施設と平行して建造された。初の打上げは1954年2月18日のスナークミサイル発射試験であった。1960年までスナーク計画に使用され、マーキュリー計画の際はヘリコプター発着場として活用された。1980年代のTARS計画がこの施設の最後の利用となった。